# 木人樁法
木人樁法為詠春拳的器械套路，一共分為八節。

## 簡介
值得注意的是，木人樁法與其他套路小念頭、尋橋、標指不存在級數高低之分。

## 木人樁法
木人樁法共八節116式，練習器材為以木材製造之木人樁，有樁手及樁腳之設置。容許少量活動（彈性）。當作模擬敵人練習。鍛鍊手部接觸部分之剛強性，全身整體活動性，步法之靈活性。

### 木人樁法全套八節
- 上樁

在木人樁前開「二字拑羊馬」
- 第一節

1，右手起正門，開試如小念頭2，三星連環捶3，左撐掌右槌4，右撐掌左直捶5，左攤掌右槌6，右扣手底掌7 ，左內手釘8，右手手直捶
- 第二節

9，左扣手底掌10，左手手右直槌11，雙拉手起釘腳12，左扣手底掌13，右扣手底掌14 ，左扣手鏟內腮15，右扣手鏟外肋16，左扣手底掌
- 第三節

17，右敗步左面掌18，左入馬撲翼掌19，左執手右手手20，右扣手左直捶21，左扣手底掌22，右扣手鏟內腮23，左扣手鏟外腮24，右扣手底掌
- 第四節

25，左敗步右面掌26，右入馬撲翼掌27，右執手左切手28，左扣手右直捶29，右扣手底掌30，攤右手內吞左橋化敗馬攤左手外吞左橋，扎打31，右扣手底掌32，攤左手內吞右橋化敗馬攤左手外吞右橋，扎打
- 第五節

33，左扣手底掌34，右扣手底掌35，左獵手右鏟底橋36，右攤手左直37，左破中右正掌（三次）38，右獵手左鏟底橋39，左攤手右直捶40，右破中左正掌（三次）
- 第六節

41，右右揆捶42，右扣手37掌43，破中衝捶（三次）44，起左膀揆捶45，左扣手底掌46，破中衝捶（三次）47，左獵手鏟橋48，右扣手鏟內腮
- 第七節

49，破中衝捶（三次）50，右獵手面橋51，左扣手鏟內腮52，破中衝捶（三次）53，左獵手右偷彈右橫釘腳54，右扣手底掌55，右獵手左偷彈左橫釘腳56，右扣手底掌
- 第八節

57，右破中衝捶（三次）58，左獵手走右馬批右59，右外耕手60，破中衝捶（三次）61，右獵手走左馬批右睜62，左外耕手63，破中衝捶（三次）64，右三品掌65，左三品掌